# Beethovens große Liebe
Beethovens große Liebe (Originaltitel: Un grand amour de Beethoven) ist ein von Regisseur Abel Gance gedrehter französischer Spielfilm von 1936, der den Komponisten Ludwig van Beethoven zum Thema hat. Hauptdarsteller Harry Baur hatte den Komponisten zuvor schon einmal verkörpert, und zwar in dem 1909 entstandenen Kurzfilm Beethoven.

## Handlung
Um das Jahr 1801 zählen die Gräfinnen Therese Brunswick und Giulietta Guicciardi zu den Klavierschülerinnen Beethovens. Beide hegen eine schwärmerische Verehrung für ihren Klavierlehrer. Beethoven, der hofft, dass eine Ehe seine kompositorische Inspiration fördern wird, hat sich in Giulietta verliebt. Diese teilt ihm wenig später zu seiner Verbitterung mit, dass sie in Kürze Graf Gallenberg heiraten wird. Aus seinem Schmerz heraus komponiert Beethoven die „Mondscheinsonate“. Therese und sein Freund, der Geiger Schuppanzigh, befürchten, er könnte sich etwas antun. Doch sie finden ihn an seinem Lieblingsort, der Mühle von Heiligenstadt vor, wo er sich von nun an, isoliert von den Menschen, dem Komponieren widmen will.
Dort stellt er wenig später erschüttert fest, dass eine Schwerhörigkeit bei ihm einsetzt, und schreibt sein „Heiligenstädter Testament“. Als er während eines Sturms kurzfristig wieder hören kann, komponiert er seine „Pastoral“-Sinfonie. Der ihn behandelte Arzt diagnostiziert jedoch, dass Beethovens Taubheit irgendwann komplett einsetzen wird.
Während Giuliettas Hochzeitszeremonie sperrt Beethoven sich in der Orgelempore ein und stimmt statt eines Hochzeitsmarsches einen Trauermarsch an. In der Folgezeit hilft er – nach Wien zurückgekehrt – Gallenberg aus, indem er Musik für ihn schreibt. Giulietta verlässt Gallenberg, als sie erkennt, dass nicht er, sondern Beethoven das wahre musikalische Genie ist.
In der Zwischenzeit verlobt Beethoven sich mit der überglücklichen Therese. Kurz vor der Verlobungsfeier taucht Giulietta auf und erklärt Beethoven ihre Liebe. Giuliettas Liebeserklärungen zeigen Wirkung, und Beethoven schreibt den „Brief an die Unsterbliche Geliebte“. Als Therese den Brief entdeckt, sagt Beethoven ihr, er wäre an sie gerichtet. Als sie den Brief Giulietta zeigt, beschließt diese, sich zurückzuziehen, und geht mit ihrer neugeborenen Tochter Nanette nach Rom. Die nächsten Jahre über verschiebt Beethoven immer wieder den Hochzeitstermin. Im Jahr 1806 – während er an seiner „Eroica“-Sinfonie arbeitet – sagt er die Hochzeit endgültig ab.
Wenige Jahre später hat Beethoven – inzwischen vollkommen ertaubt – mit finanziellen Schwierigkeiten zu kämpfen, da das Publikum nur noch die Musik von Gioachino Rossini hören will. Einzig die Sorge für seinen Neffen Karl bewahrt Beethoven vor der Verzweiflung. Vergeblich bittet Giulietta um eine neue Chance.
Um das Jahr 1826 ist Beethoven menschlich und künstlerisch isoliert, nur noch wenige Freunde halten zu ihm. Seine Musik wird von den Verlegern abgelehnt, sein Neffe Karl – inzwischen Giuliettas neuer Liebhaber – lässt sich von ihm aushalten. Als Beethoven Ende Februar 1827 einen Arzt braucht, stiehlt Karl, statt einen Arzt zu holen, Beethovens für ärztliche Behandlungen vorgesehenes Geld. Als Beethoven wenig später im Sterben liegt, berichtet Schuppanzigh ihm, dass ein Konzert mit Beethovens Musik endlich den verdienten Applaus bekommen hat.

## Kritiken
„Ein biografischer Film über die unerfüllte Liebe des Komponisten zu Therese von Brunswyk, über seine Taubheit und Einsamkeit – entstanden zu einer Zeit, als sich die Arbeit von Abel Gance auf routinemäßige Produktionen und vollkommen experimentelle Arbeiten aufteilte. Grandios die Leistung des Hauptdarstellers in einem Melodram, das im Umgang mit den Fakten recht willkürlich erscheint. (O.m.d.U.)“

## Einzelnachweis
1. ↑  Beethovens große Liebe im Lexikon des internationalen Films